# Felliscliffe
Felliscliffe est une paroisse civile du Yorkshire du Nord, en Angleterre.